# CBC歌謡ベストテン
『CBC歌謡ベストテン』（シービーシーかようベストテン）は、1972年10月14日から1995年4月8日まで（第1期）、2014年4月6日（第2期）からCBCラジオで放送されている演歌・歌謡曲専門の音楽番組である。

## 番組内容
第1期の主な番組内容は番組タイトルそのままに、番組へのハガキリクエスト、「土曜天国」への電話リクエスト、愛知県・岐阜県・三重県の東海3県下の各レコードショップの1週間の売上総計、有線放送リクエスト回数、ジューク・ボックスでのリクエスト回数を勘案して毎週独自の邦楽ヒットチャート上位10曲を紹介していくというものであった（荒川戦一アナウンサー司会時代には「バケツに入れてぐるぐるかき混ぜて出来上がったのがこの順位」とこの順位決定の方式を説明していた）。
第2期は、前番組の「CBC演歌ベストテン」を引き継いだ形で、従来の演歌に加えて日本人の心の音楽である「歌謡曲」を中心に放送する。提供は前番組と同じ長島温泉（温泉施設「湯あみの島」のステージを使った公開録音が幾度か行われている）である。

## 放送時間
第1期
- 1972年10月～1976年9月：土曜23:40～24:30
- 1976年10月～1980年9月：土曜22:40～23:30
- 1980年10月～1982年9月：土曜21:45～23:30
- 1982年10月～1986年3月：土曜21:30～23:30
- 1986年4月～1988年3月：土曜21:00～22:30
- 1988年4月～1994年3月：土曜13:00～16:00（「土曜天国」終了に伴い時間枠が移動）
- 1994年4月～1995年3月：土曜13:00～15:50

第2期
- 2014年4月6日〜2015年9月27日：日曜21:00〜22:40[2]
- 2015年10月4日〜2018年4月1日：日曜21:00〜22:10[2]
- 2018年4月8日〜：日曜21:00〜22:00[2]

## 歴代パーソナリティー
第1期（☆は、ザ・ベストテンに出演したことがあることを示す）
- 1972年10月～1976年9月：田中輝信
- 1976年10月～1977年3月：伊藤春雄
- 1977年4月～1980年9月：☆荒川戦一
- 1980年10月～1986年3月：☆島津靖雄・高崎やすこ
  - 放送時間が大幅に拡大されたことに伴いコンビ体制となった。
- 1986年4月～1988年3月：☆重盛啓之・高崎やすこ
- 1988年4月～1989年9月：☆冨田和音・松岡葵・八谷燐
- 1989年10月～1994年3月：重盛啓之（2回目）・神山里美
  - 1990年頃、この重盛・神山のデュエットソング（コンビ名はmelody、タイトルは「星の旅人」）が番組内で企画され、CDが製作・発売されたことがある。曲自体はその後ラジオ制作部に移った重盛がプロデューサーとして立ち上げた「中西直輝のきく!ラジオ」でインストゥルメンタル版が使われ、さらに重盛がアナウンサーに復帰した後、夢輝のあと渡辺美香アナのデュエットでリメイクされている。
- 1994年4月～1995年3月：大園康志・渡辺千恵

第2期
- 2014年4月6日〜：さゆりん（井上小百合）